# 唐瑾 (政协委员)
唐瑾（1956年—），汉族，中华人民共和国政治人物、第十一届全国政协委员。
加入中国民主促进会，担任民进中央委员、湖北省副主委、湖北省新闻出版局副局长、湖北教育出版。2008年，当选第十一届全国政协委员，代表中国民主促进会，分入第九组。